# Костаиха
Костаиха — деревня в Тарногском районе Вологодской области.
Входит в состав Спасского сельского поселения, с точки зрения административно-территориального деления — в Нижнеспасский сельсовет.
Расстояние до районного центра Тарногского Городка по автодороге — 44 км, до центра муниципального образования Никифоровской по прямой — 6 км. Ближайшие населённые пункты — Рыкаловская, Горка, Едовинская, Наумовская.
По переписи 2002 года население — 43 человека (20 мужчин, 23 женщины). Всё население — русские.